# Thomas Renner
Thomas Renner, född 24 December 1967, är en friidrottare från Österrike. Han deltog vid olympiska sommarspelen 1992.